# Weidensperling
Der Weidensperling (Passer hispaniolensis) ist eine im Mittelmeerraum und in gemäßigten Teilen Südasiens verbreitete Art der Sperlinge. Er ist eng mit dem Haussperling (Passer domesticus) verwandt, mit dem er sich auch oft fortpflanzt und Hybride hervorbringt, die Charakteristika beider Arten zeigen und im Aussehen dem Italiensperling (Passer italiae) entsprechen. Letzteres ist umstritten.
Es werden je nach Autor zwei oder drei Unterarten unterschieden.

## Erscheinungsbild
Der Weidensperling erreicht eine Körpergröße von fünfzehn Zentimetern. Die Männchen wiegen durchschnittlich 28,3 Gramm, die Weibchen 28,1 Gramm. Die Flügelspannweite beträgt 23 bis 26 Zentimeter.
Der männliche Weidensperling ist durch ein im Vergleich zum Haussperling ausgedehnteres Schwarz auf der Brust und eine braune Kappe zu identifizieren. Außerdem hat er einen auffälligen weißen Wangenfleck. Seine Flanken zeigen eine schwarze Strichelzeichnung, durch die ein Brustlatz, der beim Haussperling vorhanden ist, aufgelöst wird. Auch der Rücken ist gestreift. Diese Streifung ist auch beim Weibchen erkennbar, das insgesamt aber nur schwer vom weiblichen Haussperling zu unterscheiden ist. Mitunter tauchen Weidensperlinge als Irrgäste in Mitteleuropa auf.
Die Mauser durchlaufen adulte Weidensperlinge etwa einen Monat nach der Brut, die Jungvögel etwa einen Monat nach dem Zeitpunkt des Flüggewerdens. Die Mauser ist nach etwa 65 Tagen abgeschlossen.

## Verbreitung und Lebensraum

Verbreitungsgebiet.
Hellgrün:Brutgebiete von P. h. hispaniolensis
Dunkelgrün:Brutgebiete von P. h. transcaspicus
Hellblau:Überwinterungsgebiete
Altrosa:Verbreitungsgebiet des Italiensperlings
Andere Farben zeigen Regionen, in denen es zu Hybriden mit anderen Passer-Arten kommt

Das Verbreitungsgebiet des Weidensperlings erstreckt sich vom Norden Afrikas und den Süden Europas über Kasachstan bis nach Afghanistan. Weidensperlinge kommen außerdem auf den Kanarischen Inseln, den Kapverden sowie Madeira vor.
In Europa brütet er vor allem in Spanien südlich des Ebros, auf dem Balkan sowie auf den meisten Mittelmeerinseln. Auf der Balkanhalbinsel kommt er seit einigen Jahren auch in der feucht-gemäßigten Zone vor. Die Balkanpopulationen sind überwiegend Kurzstreckenzieher, die mit Zwischenstopps auf Kreta und Inseln der Ägäis das Mittelmeer überfliegen, um die Überwinterungsgebiete an den nordafrikanischen Küsten sowie in einzelnen Oasengebieten der Sahara zu erreichen, während die spanischen Weidensperlinge zum Großteil Standvögel sind. Weidensperlinge, die von Spanien in den Norden Afrikas ziehen, überqueren gewöhnlich in kleiner Zahl die Straße von Gibraltar. Sie verlassen Europa Ende September bis Anfang Oktober und ziehen dann entlang der Westküste Marokkos. Die Weidensperlinge, die im Nordosten des Mittelmeerraums brüteten, ziehen gewöhnlich ins Niltal. Sie halten sich dort von September bis April auf. Im Nordwesten Afrikas brütende Weidensperling zeigen dagegen ein sehr uneinheitliches Zugverhalten. Sie überwintern meist im Übergangsgebiet zur Sahara und im Innenland von Algerien sowie im Süden von Libyen. Einige Populationen sind jedoch überwiegend Standvögel, die nomadisch umherziehen, um sich Nahrungsquellen zu erschließen.
Der Weidensperling ist ein Brutvogel der gemäßigt sommertrockenen Steppen- und Wüstenregionen. Er besiedelt überwiegend offenes Gelände, häufig auch bergige Regionen, sofern sich in der Nähe Wasser befindet. Er kommt in verschiedenen Biotopen, in Nordafrika beispielsweise Dickichten, auf verbuschtem Gelände, in Feldgehölzen und Hainen sowie Feigen-, Palmen- und Eukalyptusplantagen vor. Auch in Wadis, auf Aufforstungsflächen mit Französischer Tamariske, in Oasen, auf Schwemmflächen, in Röhrichten, entlang von Entwässerungskanälen und in Hecken neben Getreidefeldern ist der Weidensperling zu finden.
Auf dem Ostbalkan brütet der Weidensperling unregelmäßig verteilt zwischen 35. und 45. Breitengrad. Für diese „Weidensperlingszone“ sind heiße Sommer und kalte Winter – also sommertrockenes Mittelmeer-Klima – charakteristisch. Notwendige Insektennahrung zur Jungenaufzucht ist oft nur für gut einen Monat vor Einsetzen der Sommerdürre verfügbar. In die Zone warm gemäßigten Klimas dringt er nur marginal vor.

## Lebensweise

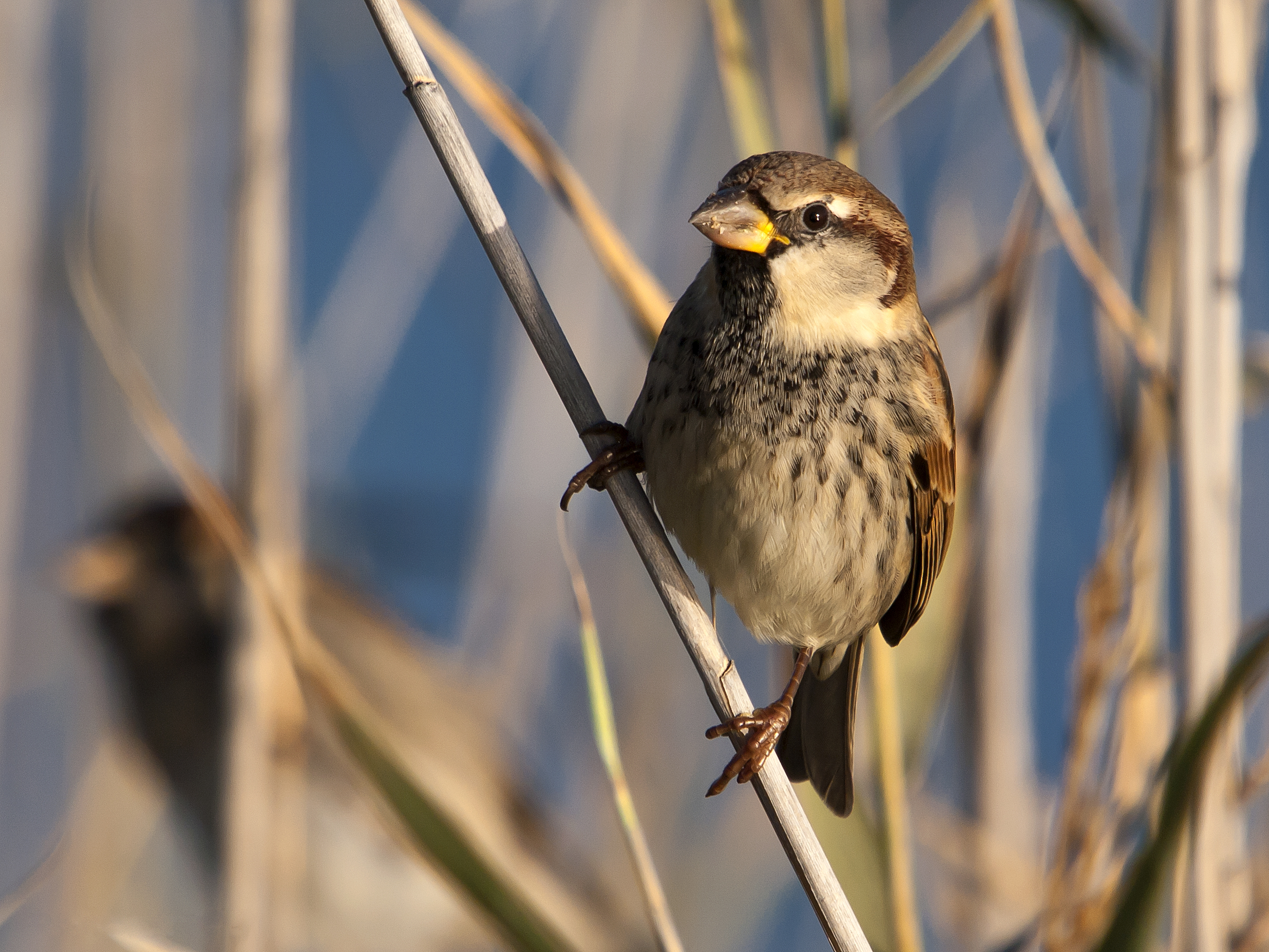
Männchen des Weidensperlings

Weidensperlinge sind ganzjährig ausgesprochen gesellig lebende Vögel. Sie nisten in großen Kolonien und suchen außerhalb der Fortpflanzungszeit in Schwärmen nach Nahrung. Dabei wandern sie teilweise weit. Während der Ruhephasen sitzen sie häufig dicht gedrängt in Bäumen und Sträuchern. Ihren Ruheplatz verlassen sie bei Sonnenaufgang. Sie kreisen zunächst über dem Ruheplatz, bevor sie diesen verlassen und kehren bei Sonnenuntergang dorthin wieder zurück.
Die Schwärme, die mehrere tausend Individuen umfassen können, sind umso größer, je mehr Nahrung zur Verfügung steht. Weidensperlinge sind jedoch gelegentlich auch einzeln oder in Paaren sowie kleinen Gruppen von zehn bis 200 Vögeln zu beobachten. Außerhalb der Fortpflanzungszeit sind sie gelegentlich auch mit Finken, Haussperling und dem Wüstensperling vergesellschaftet.
In den Regionen, in denen sich sein Verbreitungsgebiet mit dem Haussperling überlappt, ist der Weidensperling ein eher scheuer Vogel, der bei Störung sofort auffliegt. Wo der Haussperling dagegen fehlt, ist der Weidensperling deutlich vertrauter und kommt auch in innerstädtischen Gebieten vor. Seine Nahrung findet er überwiegend auf dem Erdboden. Er untersucht aber auch das Blattwerk von Sträuchern und Bäumen nach Insekten.

## Nahrung
Weidensperlinge ernähren sich überwiegend von Gras- und Getreidesamen. Unter anderem werden von ihnen Weizen, Hafer, Gerste und Hirse gefressen. Sie nehmen außerdem junge Blätter sowie Früchte und Insekten zu sich. An die Nestlingen werden überwiegend große Insektenlarven verfüttert, aber gelegentlich auch junge Blätter, frisch gekeimte Pflanzen und weiche Samen.

## Fortpflanzung

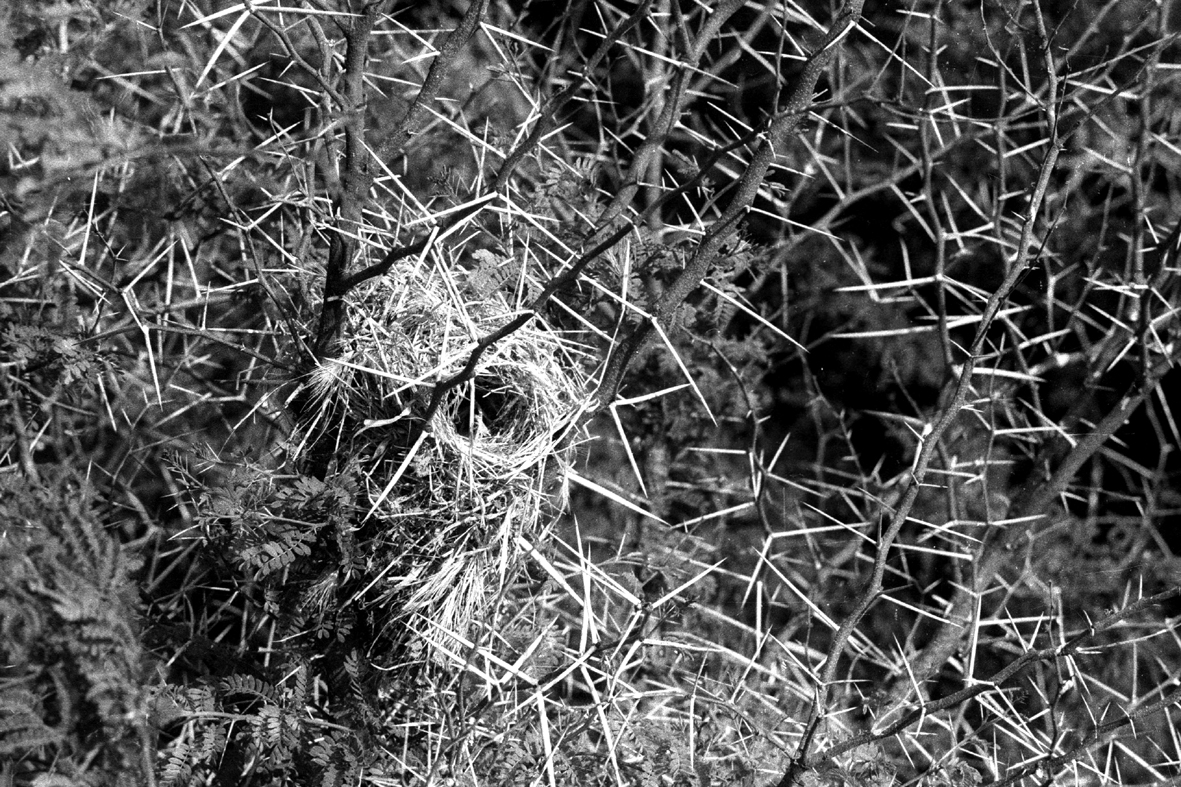
Nest des Weidensperlings in Algerien

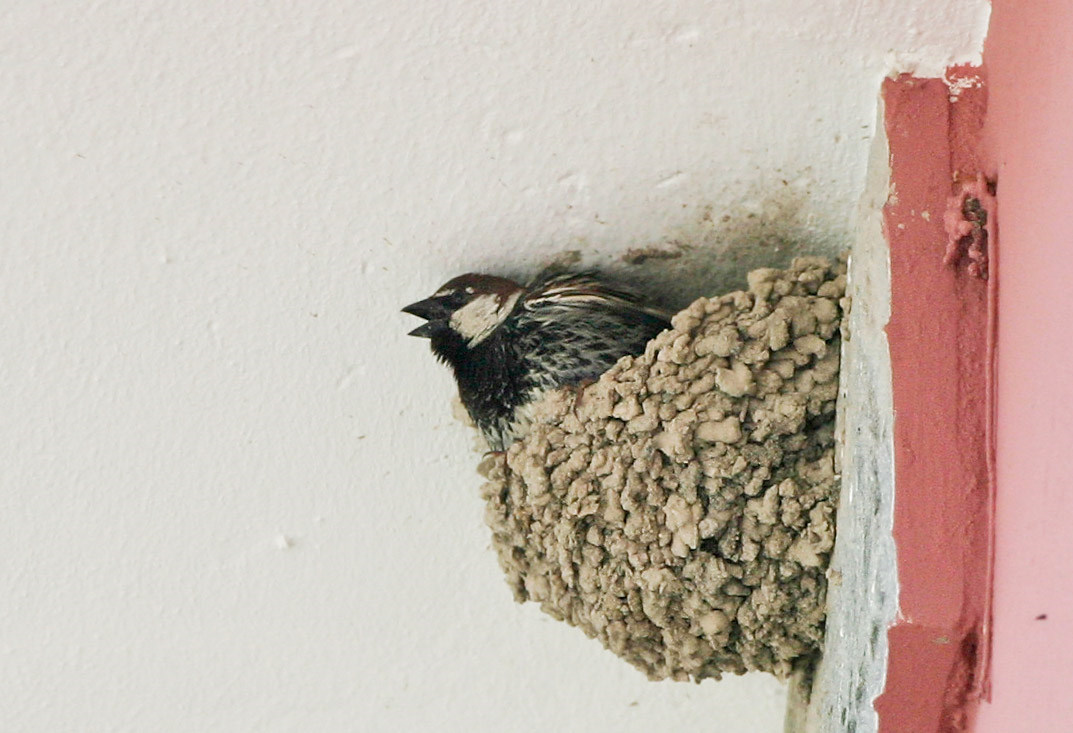
Weidensperling in einem Schwalbennest auf der Insel Lesbos

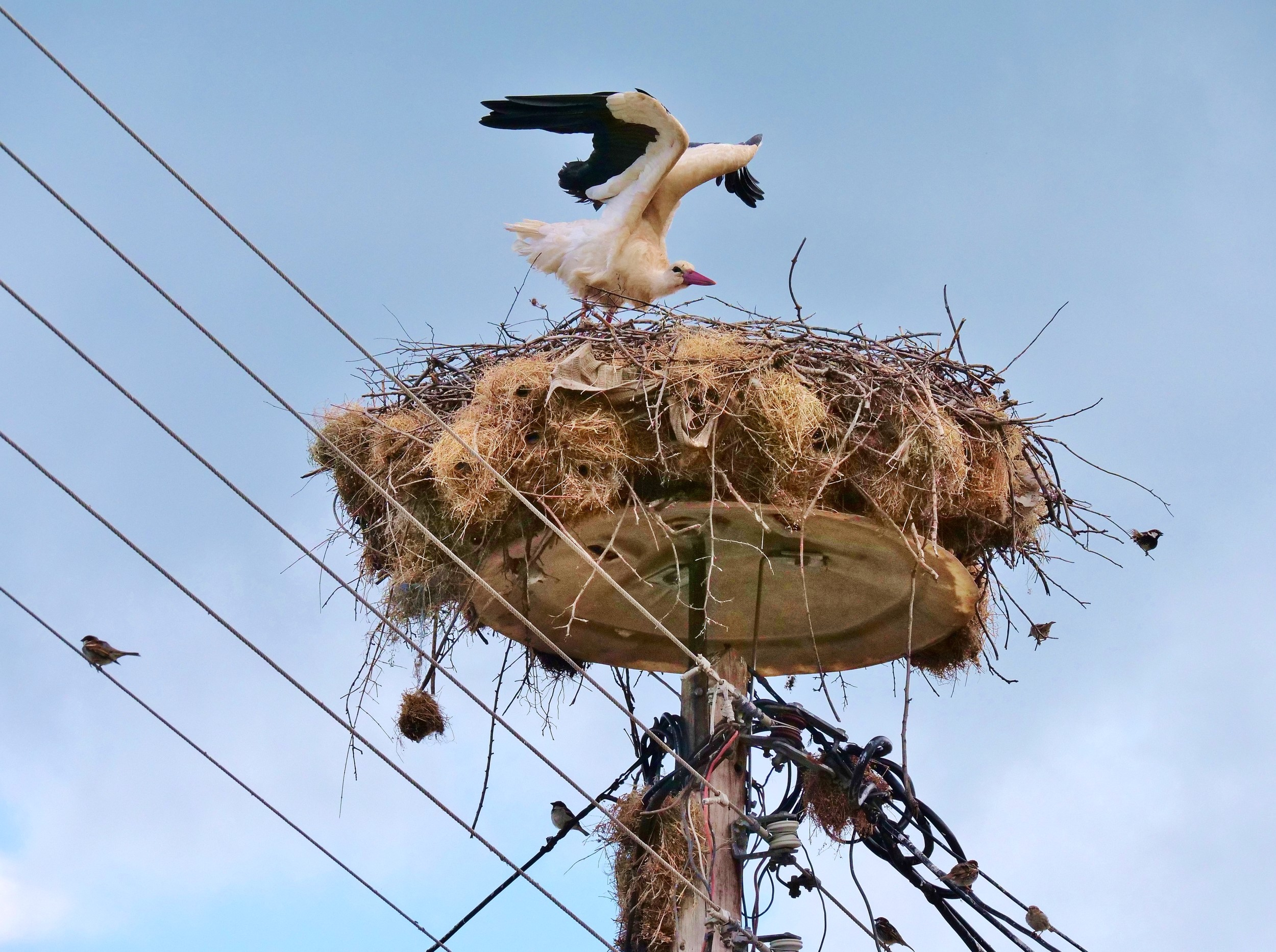
Nester von Weidensperlingen (Passer hispaniensis) an einem Storchenhorst (Nordgriechenland)

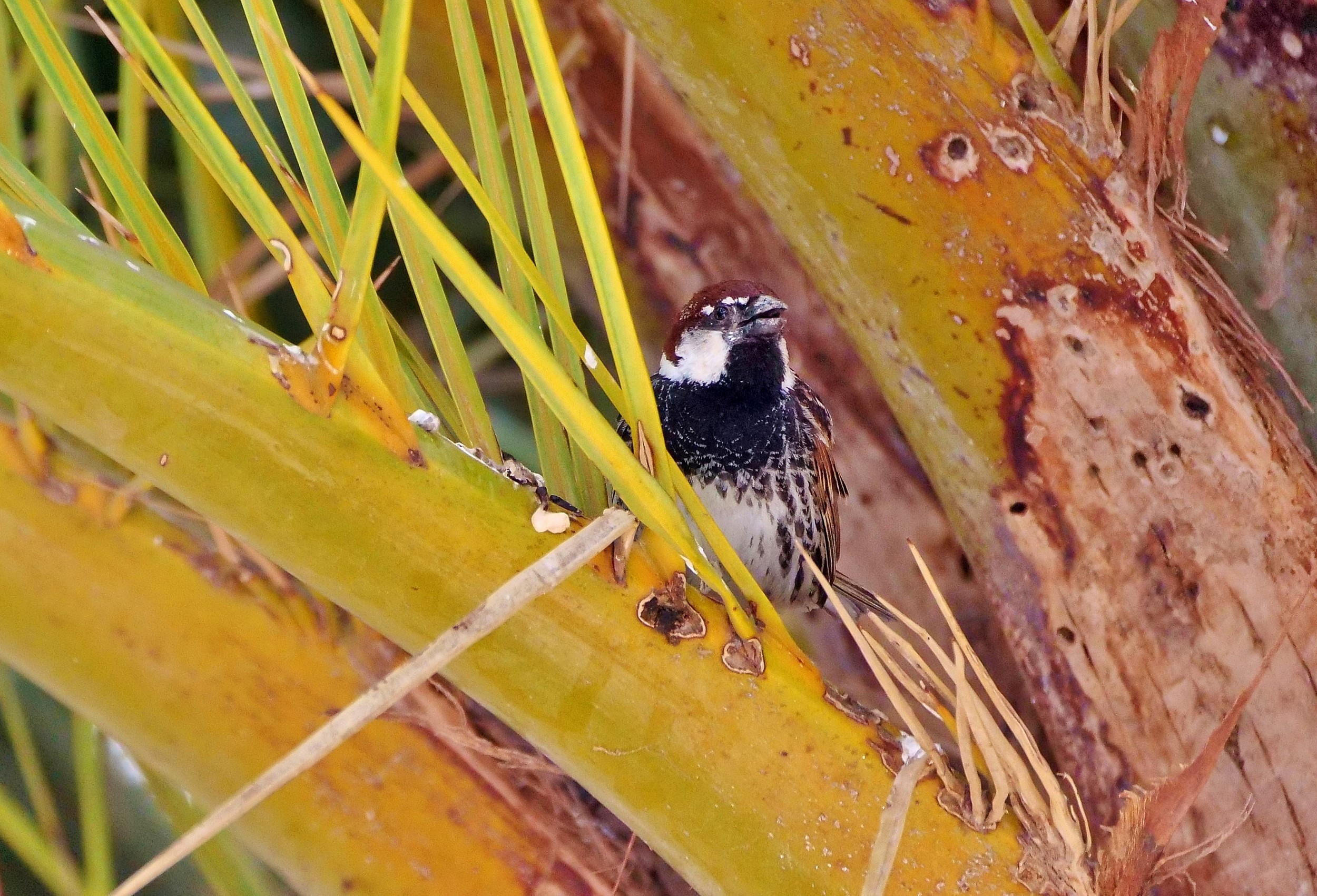
Weidensperling auf einem Palmwedel, im Hintergrund Nestzugang (Lanzarote)

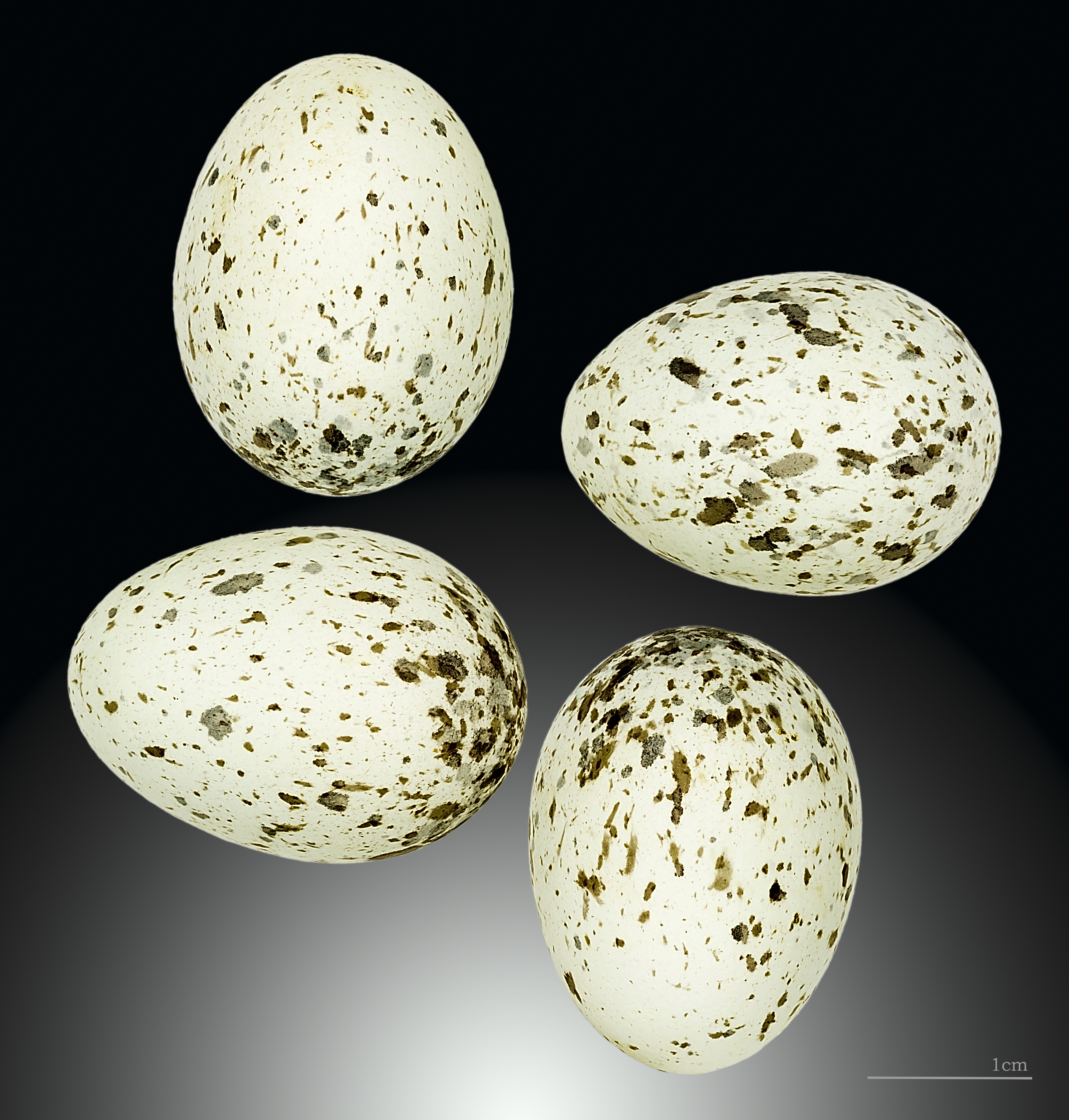
Passer hispaniolensis

Weidensperlinge gehen in der Regel eine monogame Paarbeziehung ein. Es ist bislang jedoch nicht bekannt, ob die Paarbeziehung länger als für einen Brutversuch besteht. Sie nisten in Kolonien, dabei befinden sich die Nester häufig nahe beieinander. Die Kolonien können aus einigen wenigen Paaren bis zu vielen tausenden bestehen.

### Brutplätze
In Marokko wurde in den 1950er Jahren eine Brutkolonie mit etwa 125.000 Nester auf 60 Hektar beobachtet. Dabei befanden sich bis zu 50 Nester in einem einzelnen Baum. Meldungen über Brutkolonien solcher Größe sind jedoch die Ausnahme: Erst in den 1980er Jahren zählte man in Algerien wieder eine Brutkolonie mit 4.678 Nestern. Insgesamt brüteten zu dem Zeitpunkt 35.000 Paare Weidensperlinge in 13 Kolonien in einem Gebiet, das sich über 40.000 Quadratkilometer erstreckte. Damit kamen auf einen Quadratkilometer 0,9 Brutpaare. Häufig werden die Brutplätze über mehrere Jahre genutzt. Auch eine zweite Brut findet oft an dieser Stelle statt. Gelegentlich ziehen Weidensperlinge jedoch für die Zweitbrut in eine andere Region, um sich neue Nahrungsgründe zu erschließen.
Auf dem Ostbalkan wird etwa in Bulgarien zeitversetzt, und zwar dem optimalen Nahrungsangebot folgend, von Süd nach Nord gebrütet. In Thrakien, wo die Weidensperlinge in der zweiten Aprilhälfte erscheinen, beginnen sie sofort mit der Brut und sind mit Eintreten der Sommerdürre Mitte Juli verschwunden. Sie weichen nach Norden oder in höhere Lagen (500 bis 1000 m) aus. Bis Anfang Juni kann vor allem an der Schwarzmeerküste ein beachtlicher, nach Norden gerichteter Zug verzeichnet werden.
Zwischen Balkan und Donau können wenigstens bis Anfang Juli neue Kolonien gegründet werden, die sich innerhalb von ein bis zwei Tagen stabilisieren. In diesem Raum wachsen die Weidensperlingsbestände im Spätsommer erheblich an, und es erfolgen offenbar weitere Bruten. Hybride mit dem Haussperling wurden lediglich zu Beginn von solchen Ausbreitungsprozessen des Weidensperling ganz vereinzelt verzeichnet. Das spricht für wirksame Abgrenzungsmechanismen zur Erhaltung ihres Status als „zeitdifferente Arten“. Dieser Begriff bezieht sich auf zeitliche Diskontinuitäten im Nahrungsangebot und ihre Folgen, meint aber nicht weitergehende Unterschiede in den ökologischen Ansprüchen von Haus- und Weidensperling.

### Nistplatz und Nest
Das Territorialverhalten der Brutpaare ist auf die unmittelbare Nestumgebung begrenzt. Weidensperlinge ziehen in einem Jahr zwischen ein bis drei Bruten groß. Zu Beginn der Brutsaison besetzt das Männchen entweder ein altes Nest aus dem vorherigen Jahr oder baut ein neues. Durch seinen tschilpenden Gesang und begleitet von Flügelzittern versucht es, ein Weibchen anzulocken. Der Paarbindungsprozess erfolgt innerhalb weniger Tage. Sobald das Weibchen den Nistplatz akzeptiert, ist er abgeschlossen.
Das Nest ist aus Gras, Stroh, Zweigen und Blättern sowie anderem Pflanzenmaterial lose zusammengefügt. Die eigentliche Nistmulde wird mit feinem Pflanzenmaterial, Federn und Haaren ausgelegt. Das Nest hat einen Durchmesser von 15 bis 30 Zentimetern und wiegt durchschnittlich 150 Gramm. Es befindet sich auf Ästen in niedrigen Büschen, in Hecken, Schilfröhrichten, in der Krone von Palmen oder in Baum- oder Felshöhlen. Auch Löcher an Hausmauern oder unter Dächern werden gelegentlich von Weidensperlingen für die Anlage ihrer Nester genutzt, allerdings ist dieses Verhalten nur zu beobachten, wenn keine Haussperlinge in der Region vorkommen. Weidensperlinge brüten auch in alten, aufgegebenen Nestern von Mehlschwalben und Rötelschwalben. Auch das Zweiggerüst von Storchenhorsten wird zum Nestbau genutzt.
Das Nest wird in vier bis sieben Tagen errichtet, dabei baut zunächst das Männchen allein und nach Abschluss der Paarbildung dann beide Elternvögel. Die eigentliche Nistmulde wird überwiegend vom Weibchen angelegt. In Kolonien, in denen andere Männchen Nistmaterial stehlen, bewacht das Männchen den Nistplatz, während das Weibchen alleine am Nest arbeitet. Die Arbeit am Nest setzt sich auch nach Beginn des Brutgeschäfts fort.

### Brut
Weidensperlinge beginnen mit der Eiablage, wenn das Nest fertig oder fast fertig ist. Das Gelege besteht gewöhnlich aus vier bis sechs Eiern, der Legeabstand von Ei zu Ei beträgt einen Tag. Die Brut beginnt bereits bevor das Gelege vollständig ist. Beide Elternvögel sind an der Brut beteiligt. Die Brutzeit beträgt 11 bis 11,5 Tage. Die Nestlinge werden anfangs von beiden Elternvögeln gehudert; den größeren Anteil hat jedoch das Weibchen. Beide Elternvögel füttern die Nestlinge und sind dabei gleichermaßen beteiligt. Die Jungvögel sind nach etwa 15 Tagen flügge und werden von den Elternvögel für weitere vier bis fünf Tage versorgt.
Der Bruterfolg ist teils sehr hoch. In Marokko wurden bei 95 beobachteten Nestern je Nest zwischen einem und fünf Nestlinge flügge. In Algerien wurde von 4023 Gelegen mindestens ein Jungvogel je Nest flügge. Zu den Fressfeinden gehört die Schleiereule. Nestlinge werden von Schlangen der Gattung Elapha sowie von Kuhreihern gefressen.

## Bestand und Bestandsentwicklung
Der europäische Brutbestand wird zu Beginn des 21. Jahrhunderts auf etwa 2,7 bis 6,0 Millionen Brutpaare geschätzt. Er kann erheblich schwanken. Zu den Ländern, in denen mehr als 200.000 Brutpaare vorkommen zählen die Türkei, Bulgarien, Griechenland, die Azoren und Italien.
Wie erhebliche Bestandsschwankungen zustande kommen, zeigt das Beispiel Bulgarien. Dort war der Weidensperling einst nur regional verbreitet. Dann fiel zu Beginn der 1960er Jahre seine rasante, nahezu landesweite Zunahme und Ausbreitung auf, die auch auf den Süden Rumäniens übergriff. Sie stand in diesen Ländern mit dem Rückgang des Haussperlings infolge der Kollektivierung der Landwirtschaft in Verbindung:
- An die Stelle verteilter Streusiedlungen mit oft baufälligen Häusern entstanden Zentraldörfer in weiträumig, industriell bearbeiteten Anbauflächen mit Monokulturen. An den modernen Gebäuden – für die zu Landarbeitern gewordenen Bauern – boten sich für Haussperlinge nur wenig Brutgelegenheiten. Auch bot das Umland wenig ergiebige Nahrung.

- Das Nahrungsangebot war vor allem im Winterhalbjahr für den Haussperling gering, und zwar nicht nur durch den Rückgang von Arbeitstieren (Pferde und Esel lieferten keine Pferdeäpfel) infolge der zunehmenden Mechanisierung, sondern auch weil die private Geflügelhaltung zum Seuchenschutz der Tierhaltungen in Großanlagen erheblich eingeschränkt wurde.

Dem Weidensperling kam die rückläufige Haussperlingszahl im Frühjahr zugute, weil sich mit dem Auskeimen von Sämereien daraus kurzfristig ein Nahrungsüberangebot ergab. Er nutzte darüber hinaus alle neu entstandenen Freiräume, rückte in die Dörfer vor und bezog hier Gebäudebrutplätze. Im damaligen Jugoslawien mit seinen auch auf dem Agrarsektor privatwirtschaftlich orientierten Wirtschaftsstrukturen war eine solche Entwicklung nicht zu verzeichnen. Seit 1990 besiedelt der Weidensperling hingegen Teile Norditaliens, beispielsweise die Po-Ebene. Diese Gebiete weisen in ihrer Agrarstruktur ein hohes Maß an Übereinstimmung mit den Verhältnissen im Nordosten der Balkanhalbinsel zur Zeit seiner dortigen Ausbreitung auf.
Nach einem Jahrzehnt waren in Bulgarien erste Rückgangstendenzen zu verzeichnen, und bereits in den 1980er Jahren fielen die Weidensperling in weiten Teilen Bulgariens kaum noch auf. In einigen Agrargebieten Nordostbulgariens und im Sofioter Becken fielen dagegen zunehmend mobile Haussperlinge auf, die in der Feldflur als Freibrüter große Kolonien und im Winter kopfstarke Schlafgesellschaften in Siedlungszentren bildeten. Diese Lebensform des Haussperlings ist in südlichen Breiten (etwa auf Zypern und im Nahen Osten), wo die Bindung an den Menschen generell sinkt, eine üblichere Erscheinung.

## Weidensperling und Mensch
Die in Europa eigentlich nicht sehr häufigen Weidensperlinge haben sich in einigen Regionen zu einem Problem entwickelt. In der Estremadura, in der nach der Realisierung von Bewässerungsprojekten Reis angebaut wird, gelten sie als großer Schädling.
Weidensperlinge sind Brutvögel der sommertrockenen Steppen- und Wüstenregionen. Sie nutzen die kurze Vegetationsphase nach Regenfällen, um ihre Brut hochzuziehen. Nach erfolgreicher Aufzucht eines Geleges ziehen sie weiter nach Norden, um dort geeignete Brutareale zu finden. Bis sie die nördliche Grenze ihres Verbreitungsgebietes erreicht haben, kann daher ihr Bestand stark angestiegen sein. Für Kasachstan wurde die Zahl der auf einem Quadratkilometer vorkommenden Vögel auf bis zu 2,5 Millionen Individuen geschätzt. Solche großen Bestandszahlen machen wirkungsvolle Maßnahmen gegen Schäden auf Getreidefeldern fast unmöglich. Der Anbau von Weizen ist in diesen Regionen daher wirtschaftlich kaum möglich. In Tunesien ist die Zerstörung von Nestern des Weidensperlings seit 1892 vorgeschrieben. Ob diese Vorschrift irgendwelche größeren Auswirkungen auf die Population hat, ist bislang nicht abschließend untersucht.

## Systematik
Der Weidensperling galt lange Zeit als Unterart des Haussperlings, heute sieht man den Weidensperling als eigene Art. Beide Arten leben auf der iberischen Halbinsel, dem Balkan und Teilen Nordafrikas weitgehend sympatrisch, ohne dass es zu Hybridisierungen kommt, was als Beleg der Eigenständigkeit der Arten gilt. Das Gefieder der Männchen und die Lautäußerungen weichen deutlich voneinander ab, ökologisch und ernährungsbiologisch stimmen die Arten aber weitgehend überein. Im gemeinsamen Verbreitungsgebiet besetzt der Haussperling Städte und Ortschaften und „überlässt“ dem Weidensperling die ländlichen Lebensräume. Kommen beide Arten alleine vor, besetzen sie jedoch ein ähnliches ökologisches Spektrum. Als ethologische Isolationsmechanismen werden Unterschiede in Gefiedermerkmalen, Nestbau, Stimme und Zugverhalten angesehen. Vor allem in Ostalgerien und Tunesien scheinen stellenweise diese Isolationsbarrieren aber weitgehend zusammengebrochen zu sein, aufgrund der Hybridisierung kommt es dort zu bezüglich Aussehen und Merkmalen sehr variablen Sperlingspopulationen.
Auch der Italiensperling wird gelegentlich als Hybridform von Haus- und Weidensperling angesehen. Auch wenn molekularbiologische Untersuchungen heute widersprüchlich sind, spricht vieles für die Einstufung des Italiensperlings als Unterart des Weidensperlings. Ein Indiz hierfür ist, dass im Gegensatz zu dem abrupten geografischen Ausschluss von Italien- und Haussperling im Alpengebiet der Italien- und Weidensperling in Mittel- und Süditalien durch eine breite fließende Übergangszone miteinander verbunden sind (weiteres siehe Italiensperling).

## Unterarten
Es sind zwei Unterarten bekannt:
- P. h. hispaniolensis  (Temminck, 1820) – Die Nominatform kommt auf der Iberischen Halbinsel bis in den Westen der Türkei, im Osten der atlantischen Inseln sowie im Nordwesten Afrikas vor.
- P. h. transcaspicus Tschusi, 1902 – Diese Unterart kommt im Mittleren Osten über den Süden Kasachstans, im Westen Chinas und in Afghanistan vor.

## Einzelbelege
1. ↑  H.-G. Bauer, E. Bezzel, W. Fiedler (Hrsg.): Das Kompendium der Vögel Mitteleuropas: Alles über Biologie, Gefährdung und Schutz. Band 2: Passeriformes – Sperlingsvögel. 2005, S. 453.
2. 1 2 3 4  C. Hilary Fry, Stuart Keith (Hrsg.): The Birds of Africa. Volume VII, 2004, S. 28.
3. ↑  C. Hilary Fry, Stuart Keith (Hrsg.): The Birds of Africa. Volume VII, 2004, S. 24.
4. ↑  Maxime Metzmacher: La distribution des Moineaux, Passer, en Algérie: observations complémentaires. In: Le Gerfaut. Band 76, Nr. 1986, S. 131–138.
5. ↑  Maxime Metzmacher: Moineaux domestiques et Moineaux espagnols, 'Passer domesticus' et 'P. hispaniolensis', dans une région de l'ouest algérien: analyse comparative de leur morphologie externe. In: Le Gerfau. Band 76, 1986, S. 317–334.
6. 1 2 3  C. Hilary Fry, Stuart Keith (Hrsg.): The Birds of Africa. Volume VII, 2004, S. 25.
7. 1 2 3 4 5  Wolfgang Baumgart, Burkhard Stephan: Die Ausbreitung des Weidensperlings (Passer hispaniolensis) auf der Balkanhalbinsel und ihre Ursachen. In: Zool. Abh. Mus. Tierkd. Dresden. Band 33, Nr. 8, 1974, S. 103–138.
8. ↑  C. Hilary Fry, Stuart Keith (Hrsg.): The Birds of Africa. Volume VII, 2004, S. 25 und S. 28.
9. ↑  Maxime Metzmacher: Organisation spatio-temporelle de la reproduction chez le Moineau espagnol 'Passer hispaniolensis' en zone semi-aride. In: L'Oiseau et la Revue Française d'Ornithologie. Band 56, 1986, S. 229–262.
10. ↑  Wolfgang Baumgart: Zur Charakterisierung von Haus- und Weidensperling, Passer domesticus und Passer hispaniolensis, als "zeitdifferente Arten". In: Beiträge zur Vogelkunde. Band 30, 1984, S. 217–242.
11. 1 2  Wolfgang Baumgart: Gedanken zur Sperlingsfrage – Funktionelle Aspekte einer Neubewertung des Verhältnises zwischen Haus-, Weiden- und Italiensperling (Passer domesticus, P. h. hispaniolensis und P. h. italiae). In: Ornitlogische Mitteilungen. Band 55, 2003, S. 320–336 (Digitalisat [PDF; 1,2 MB; abgerufen am 14. November 2022]).
12. ↑  Elke Brüser: Tschilpende Untermieter. In: Flügelschlag und Leisetreter. 30. August 2022, abgerufen am 11. November 2022.
13. ↑  C. Hilary Fry, Stuart Keith (Hrsg.): The Birds of Africa. Volume VII, 2004, S. 28–29.
14. 1 2 3  C. Hilary Fry, Stuart Keith (Hrsg.): The Birds of Africa. Volume VII, 2004, S. 29.
15. ↑  H.-G. Bauer, E. Bezzel, W. Fiedler (Hrsg.): Das Kompendium der Vögel Mitteleuropas: Alles über Biologie, Gefährdung und Schutz. Band 2: Passeriformes – Sperlingsvögel. 2005, S. 454.
16. 1 2  Till Töpfer: The taxonomic status of the Italian Sparrow – Passer italiae (Vieillot 1817): Speciation by stabilised hybridisation? A critical analysis. In: Zotaxa. 1325, 2006, S. 117–145. (Zusammenfassung (PDF-Datei; 18 kB))
17. ↑  Maxime Metzmacher: Climatic factors, time activity budget and breeding success of the Spanish sparrow ('Passer hispaniolensis' TEMM.). In: J. Pinowski, J. D. Summers-Smith (Hrsg.): Granivorous birds in the agricultural landscape. Warschau 1990, S. 151–168.
18. ↑  J. D. Summers-Smith: On Sparrows and Man – A Love-Hate Relationship. 2005, S. 60 und S. 61.
19. 1 2  Urs N. Glutz von Blotzheim (Hrsg.): Handbuch der Vögel Mitteleuropas (HBV), Aula-Verlag, Wiesbaden 1997 (3. Aufl.), Band 14/1, P. domesticus. S. 35–45.
20. ↑  Einhard Bezzel: Kompendium der Vögel Mitteleuropas. Band II, S. 584–589.
21. ↑  IOC World Bird List Old World sparrows, snowfinches & weavers